# Лукреція Мотт
Лукреція Коффін (англ. Lucretia Coffin; 1793-1880), у шлюбі Мотт (англ. Lucretia Mott) — американська феміністка, аболіціоністка, освітянка, проповідниця-квакерка та антивоєнна активістка. Одна з центральних фігур в американському фемрусі, блискуча ораторка Мотт виступала за рівність у шлюбі, включаючи права на власність і власні доходи, за полегшення процедури розлучення та збереження опіки над дітьми. Засновниця Філадельфійського жіночого товариства проти рабства, співорганізаторка Конференції в Сенека-Фоллс 1848 року.

## Біографія
Народилася 3 січня 1793 року в Нантакет, штат Массачусетс, другою дитиною у сім'ї з 6 дітей. У 13 років батьки відіслали її у квакерську школу-інтернат у Міллбруці (штат Нью-Йорк), а після закінчення Лукреція залишилася в школі вчителькою. У школі вчителям-чоловікам платили утричі більше, ніж жінкам. В цей час Коффін зацікавилася ідеєю гендерної рівності.
10 квітня 1811 року одружилася з учителем Джеймсом Моттом і переїхала з ним до Філадельфії. У шлюбі народила шестеро дітей.
Як і інші квакери, Мотт виступала проти рабства. Квакери відмовилися використовувати тканини з бавовни, цукор з цукрової тростини і іншу продукцію, яку виготовляли за допомогою рабської праці. У 1821 році Лукреція Мотт стала квакерською священницею. За підтримки чоловіка вона багато їздила з проповідями і говорила з людьми не тільки про духовні цінності квакерів, але і необхідність боротьби суспільства з рабством.
У 1833 році її чоловік став співзасновником Американського товариства проти рабства, і Лукреція Мотт була єдиною жінкою на організаційній зустрічі Товариства у Філадельфії.
Незабаром Мотт, в свою чергу, заснувала Філадельфійського жіночого товариства проти рабства. Мотт часто читала проповіді в афроамериканських парафіях. Вона давала прихисток рабім-утікачам, жертвувала на благодійні цілі. Проте багато членів аболіціоністського руху були проти громадської діяльності жінок і особливо проти їх публічних виступів.
Лукреція Мотт брала участь у всіх трьох національних Конвенціях американських жінок проти рабства — у 1837, 1838 і 1839 роках; а в червні 1840-го була присутня на Всесвітній конвенції проти рабства в Лондоні. Проте попри те, що Мотт і ще п'ять учасниць мали статус делегаток, перш ніж конференція розпочалася, чоловіки проголосували за виключення жінок з числа спікерів, і навіть сидіти вони повинні були в окремій зоні залу. Хоча частина делегатів протестувала проти цього рішення.
Натхненна активними дебатами в Англії і Шотландії Мотт повернулася в США. Вона продовжувала активні публічні виступи і лекції, в тому числі в Нью-Йорку і Бостоні, а також на кілька тижнів вирушила в південні штати, домовившись зустрітися з плантаторами-рабовласниками для обговорення моральної сторони рабства. Лукреція Мотт удостоїлася особистої зустрічі з президентом Джоном Тайлером. Як захисниця жіночої рівноправності Лукреція зі своїми прихильницями виступали за рівність у шлюбі, включаючи права на власність і власні доходи, за полегшення процедури розлучення та збереження опіки над дітьми. В 1848 році Мотт сприяла організації знакової Конференції в Сенека-Фоллс, на якій обговорювались права жінок та було підписано Декларацію переконань.
Після Громадянської війни Мотт стала першою президенткою Американської асоціації за рівні права, але вийшла з організації у 1868 році. У 1849 році була опублікована одна з проповідей Мотт «Sermon to the Medical Students», але зазвичай вона не записувала своїх проповідей і промов. Проте її ораторське мистецтво зробило Мотт однією з найважливіших фігур серед аболіціоністів і реформаторів.
Коли у 1865 році рабство було скасоване, Мотт виступила за надання афроамериканцям права голосу. Вона також залишалася центральною фігурою в американському фемрусі аж до своєї смерті у 87 років. Будучи пацифісткою, Мотт виступала проти війни з Мексикою, а згодом і проти Громадянської війни. У 1866 році за її участі був створений Всесвітній мирний союз.
Лукреція Мотт померла від пневмонії 11 листопада 1880 року, у своєму будинку в Челтенемі, штат Пенсільванія. Її пам'ять була увічнена скульптурою Аделаїди Джонсон, відкритої в Капітолії в 1921 році.
У 1983-му році посмертно внесена в Національну залу слави жінок.